# Stazione di Melpignano
La stazione di Melpignano è una fermata ferroviaria posta sulla linea Zollino-Gagliano del Capo, costruita per servire la località di Melpignano.
L'impianto ferroviario è gestito dalle Ferrovie del Sud Est.

## Storia
La fermata di Melpignano venne attivata il 24 luglio 1922.

## Caratteristiche
La fermata è dotata di un binario.
Essa serve, nonostante la distanza di circa 2 km dal centro abitato di Melpignano, un notevole flusso di gente in occasione del festival della Notte della Taranta.

## Servizi
La fermata dispone di:
- Biglietteria a sportello e automatica
- Servizi igienici
- Area per l'attesa
- Parcheggio di scambio
- Accessibilità per portatori di handicap
- Fermata autolinee extraurbane

## Movimento
La stazione è servita dai treni regionali svolti dalle Ferrovie del Sud Est nella relazione Lecce - Gagliano Leuca via le linee 5 e 6.